# Grotta de Su Coloru
Grotta de Su Coloru este o arie protejată (sit de importanță comunitară — SCI) din Italia întinsă pe o suprafață de 65 ha, integral pe uscat.

## Localizare
Centrul sitului Grotta de Su Coloru este situat la coordonatele 40°48′58″N 8°48′47″E / 40.816°N 8.813°E.

## Înființare
Situl Grotta de Su Coloru a fost declarat sit de importanță comunitară în octombrie 2013 pentru a proteja 6 specii de animale.

## Biodiversitate
Situată în ecoregiunea mediteraneană, aria protejată conține 1 habitat natural: Peșteri inaccesibile publicului.
La baza desemnării sitului se află mai multe specii protejate de  mamifere (6): liliac cu aripi lungi (Miniopterus schreibersii), liliac cu picioare lungi (Myotis capaccinii), Myotis punicus, liliacul mare cu potcoavă (Rhinolophus ferrumequinum), liliacul mic cu potcoavă (Rhinolophus hipposideros), liliacul cu potcoavă a lui méhely (Rhinolophus mehelyi).